# 바르샤바 조약 기구 통합군 최고사령관
바르샤바 조약기구 통합군 최고사령관은 바르샤바 조약기구의 군사부문인 바르샤바 조약기구 통합군을 총괄하는 직위이다. 소련 국방제1차관이 겸직했다. 최고사령관을 보좌하는 연합참모장은 소련군 총참모부 제1차장이 겸직했다.
| 초상 | 초상                                         | 성명 (생몰)                                         | 임기            | 임기             | 임기      | 참모장 (임기)                              | 비고                             |
| 초상 | 초상                                         | 성명 (생몰)                                         | 취임            | 퇴임             | 기간      | 참모장 (임기)                              | 비고                             |
| ---- | -------------------------------------------- | --------------------------------------------------- | --------------- | ---------------- | --------- | ------------------------------------------ | -------------------------------- |
| 1    |                                              | 소비에트 연방원수 이반 코네프 (1897년–1973년)       | 1955년 5월 14일 | 1960년           | 4-5년     | 육군대장 알렉세이 안토노프 (1955년-1962년) |                                  |
| 2    |                                              | 소비에트 연방원수 안드레이 그레치코 (1903년–1976년) | 1960년          | 1967년 4월 12일  | 6-7년     | 육군대장 알렉세이 안토노프 (1955년-1962년) | 1967년-1976년 소련 국방장관 역임 |
| 2    | 육군대장 파벨 바토프 (1962년-1965년)         | 소비에트 연방원수 안드레이 그레치코 (1903년–1976년) | 1960년          | 1967년 4월 12일  | 6-7년     |                                            | 1967년-1976년 소련 국방장관 역임 |
| 2    | 육군대장 미하일 카자코프 (1965년-1968년)     | 소비에트 연방원수 안드레이 그레치코 (1903년–1976년) | 1960년          | 1967년 4월 12일  | 6-7년     |                                            | 1967년-1976년 소련 국방장관 역임 |
| 3    |                                              | 소비에트 연방원수 이반 야쿠봅스키 (1912년–1976년)   | 1967년 4월 12일 | 1976년 11월 30일 | 9년 232일 | 재임 중 사망                               |                                  |
| 3    | 육군대장 세르게이 슈테멘코 (1968년-1976년)   | 소비에트 연방원수 이반 야쿠봅스키 (1912년–1976년)   | 1967년 4월 12일 | 1976년 11월 30일 | 9년 232일 | 재임 중 사망                               |                                  |
| 3    | 육군대장 아나톨리 그리브코프 (1976년-1989년) | 소비에트 연방원수 이반 야쿠봅스키 (1912년–1976년)   | 1967년 4월 12일 | 1976년 11월 30일 | 9년 232일 | 재임 중 사망                               |                                  |
| 4    |                                              | 소비에트 연방원수 빅토르 쿨리코프 (1921년–2013년)   | 1977년 1월 7일  | 1989년 2월       | 12년      | 1971년-1977년 소련군 총참모장 역임         |                                  |
| 4    | 육군대장 블라디미르 로보프 (1989년-1991년)   | 소비에트 연방원수 빅토르 쿨리코프 (1921년–2013년)   | 1977년 1월 7일  | 1989년 2월       | 12년      | 1971년-1977년 소련군 총참모장 역임         |                                  |
| 5    |                                              | 육군대장 표트르 루셰프 (1923년–1997년)              | 1989년 2월      | 1991년 7월 1일   | 2년 5월   |                                            |                                  |